# СУ-Д15
СУ-Д15 — советская самоходно-артиллерийская установка (САУ) класса штурмовых орудий.

## История создания

### Предпосылки
Снятие с производства СУ-122, жалобы фронтовых командиров на недостаточную огневую мощь СУ-85 против долговременных и сильных деревянно-земляных огневых точек противника привели к началу разработки проектов средних САУ на базе танка Т-34, вооружённых более мощными орудиями, чем 85-мм пушка Д-5С. Одним из таких проектов была САУ СУ-Д15, где основным вооружением была опытная гаубица Д-15 завода № 9. Рассмотрение проекта специальной комиссией привело к его положительной оценке, возможность изготовления и боевая ценность такой САУ не подвергались сомнению.
Распоряжение ГКО о начале работ по противотанковым средствам, предназначенными для борьбы с немецкими Танками (прежде всего — «тиграми» и «пантерами»), было издано 29 августа 1943 года. В соответствии с ним, в сентябре-октябре того же года КБ Уралмашзавода, с санкции Управления самоходной артиллерии и Главного артиллерийского управления РККА, разработало четыре проекта САУ.
Один из которых был на базе СУ-85 с орудием 152,4 мм.
Предполагалось, что СУ-Д-15 в ближайшем времени сможет заменить СУ-122, мощности гаубицы которых не хватало для эффективного поражения тяжёлых танков германии.

### Создание прототипа
В сентябре 1943 года СУ-85 оснастили мощным артиллерийским орудием — 152,4 мм гаубицeй конструкции завода № 9.НКВ. Начальная скорость снаряда при массе 48-49 кг достигала 508 м/с. Броневая пробиваемость по сравнению с 85 мм снарядом орудия д-5с-85 увеличилось на 28 %. Фугасное действие 152,4 мм снаряда увеличилось почти на 100 % по сравнению с орудием 85 мм. Этой самоходке был присвоен заводской индекс СУ-Д15. При аналогичном вооружении эта самоходка была по массе намного меньше, чем тяжелая самоходная установка СУ-152 созданная на базе танка КВ-1с.
Но из-за имеющихся недостатков, проект СУ-Д15 в металле не изготавливался.

## Описание конструкции

### Бронирование корпуса и рубки
Броневая защита — противоснарядная. Корпус и рубка сварные, выполненные из броневых катаных листов толщиной 20 и 45 мм. Лобовой лист корпуса и броневой рубки был сплошным, имел толщину брони 45 мм и был наклонен под углом 50° от вертикали. Маска орудия имела броневую защиту толщиной 60 мм. Конструкция броневого корпуса, за исключением лобового листа и крыши боевой рубки была идентична корпусу установки СУ-122. Наклонные бортовые листы выходили за пределы корпуса, увеличивая объём боевого отделения.

### Вооружение
По разработке конструкторов на СУ-Д15 устанавливалось 152,4 мм орудие Д-15
Главный конструктор завода № 9 Ф. Ф. Петров быстро разработал танковый вариант гаубицы Д-1 путём установки её на монтировку 85-мм танковой пушки Д-5. Такой «гибрид» двух артиллерийских систем получил сначала «совмещённый» индекс Д-1-5, который позже превратился в официальное обозначение Д-15. По разработке конструкторов на СУ-Д15 устанавливалось 152,4 мм орудие Д-15.
Орудие Д-15 калибром 152,4 мм стреляло снарядами весом 40 кг на расстояние 10-12 км
НОМЕНКЛАТУРА БОЕПРИПАСОВ:
| Индекс выстрела    | Индекс снаряда | Индекс заряда | Масса снаряда, кг | Масса ВВ/ОВ, кг | Масса выстрела, кг | Начальная скорость снаряда, м/с[сн 1] | Максимальная дальность стрельбы, км |
| Бетонобойные       |                |               |                   |                 |                    |                                       |                                     |
| 53-ВГ-536          | 53-Г-530       | 54-Ж-536      | 40                | 5,1             | 48                 | 457                                   | 11,2                                |
| Осколочные         |                |               |                   |                 |                    |                                       |                                     |
| 53-ВО-536А         | 53-О-530А      | 54-Ж-536/4Ж13 | 40                | 5,31            | 48                 | 508                                   | 12,39                               |
| Осколочно-фугасные |                |               |                   |                 |                    |                                       |                                     |
| 53-ВОФ-534         | 53-ОФ-530      | 54-Ж-534      | 40                | 5,83            |                    | 405                                   | 10,14                               |

### Двигатель
На СУ-Д15 установили двенадцати цилиндровый, четырёхтактный, быстроходный, бескомпрессорный дизель-мотор марки В-2-34 со струйным распыливанием топлива. Это двигатель водяного охлаждения, с V-образным расположением цилиндров в двух блоках под углом в 60°. Максимальная мощность его 500 л. с. при 1800 об/мин.
В-2-34 разработан в 1931—1939 годах конструкторским коллективом дизельного отдела Харьковского паровозостроительного завода сначала под руководством К. Ф. Челпана, а затем, с 1938 года — под руководством Т. П. Чупахина,.

### Ходовая часть
Ходовая часть СУ-Д15 практически идентична танку Т-34. Применительно к одному борту, в её состав входили 5 двускатных опорных катков большого диаметра (830 мм) с резиновыми бандажами, ведущее колесо и ленивец. Ведущие колёса гребневого зацепления располагались сзади, а ленивцы с механизмом натяжения гусеницы — спереди. Гусеничная лента состояла из 72 штампованных стальных траков шириной 500 мм с чередующимся расположением траков с гребнем и без него. Для улучшения проходимости, на траки могли устанавливаться грунтозацепы различной конструкции, крепившиеся болтами к каждому четвёртому или шестому траку. Поддерживающие катки отсутствовали, как и т-34, СУ-Д15 имел подвеску Кристи, где верхняя ветвь гусеничной ленты опиралась на опорные катки машины.

### Приборы наблюдения
На орудии СУ-Д15 устанавливались и боковой уровень и панорамный прицел — Панорама Герца. Телескопический и панорамный прицелы, а также зеркальный смотровой прибор, установленный по левому борту крыши рубки являлись средствами наблюдения наводчика на марше и в бою. В спокойной походной обстановке механик-водитель следил за окружающей машину обстановкой через открытый свой посадочный люк на лобовой броневой детали рубки. Для наблюдения в бою предназначались два перископических прибора в крышке этого люка, защищавшиеся броневыми заслонками. Сама крышка люка механика-водителя была унифицирована с аналогичной деталью танка Т-34. Командир САУ имел в своём распоряжении неподвижную командирскую башенку на крыше рубки с поворотной командирской панорамой типа ПТК или ПТК-5, а также два зеркальных смотровых прибора с фиксированными секторами обзора вперёд и вправо по ходу машины. На самоходках поздних выпусков командирскую панораму заменили на смотровой прибор Mk.IV. Единственным средством наблюдения заряжающего была смотровая щель на задней стенке боевой рубки.

### Радиостанция
На самоходку было решено поставить танковую радиостанцию 9-Р, советского производства 1941 г.
9-Р также устанавливались на танки Т-70 (командирские),Т-34, КВ, КВ-85, а также на самоходные артиллерийские установки (САУ) СУ-76, СУ-76 м, СУ-85 и СУ-152.
Модернизированная версия радиостанции 9-РМ устанавливались на танки Т-34, Т-34-85, ТО-34, ТО-34-85, а также на САУ СУ-76М, СУ-100 и СУ-122
В комплект радиостанции 9-Р входит:
1. Передатчик 9-Р;
2. Приемник «Малютка Т»;
3. Умформер передатчика с фильтром;
4. Щиток управления;
5. Соединительные кабеля;
6. Шлемофон.

### Переговорное устройство
Переговорное устройство ТПУ-3бис-Ф с 1943 г. выпускалось модернизированное, внешне не отличавшееся от ТПУ-3бис, основное отличие — в фоническом сигнале вызова.
Танковые переговорные устройства представляли собой системы внутританковой телефонной связи с оптическим вызовом, предназначенные для связи членов экипажа между собой, а также для работы на радиостанции.
ТПУ-3бисФ имели в своем комплекте аппарат радиста, приспособленный для совместной работы с танковой радиостанцией типа 71-ТК-3, 9-Р или 10-Р. Кроме того, в этих комплектах имелся аппарат командира машины, допускавший работу по радио..ТПУ работали при помощи микрофона с кнопкой (типа МА) и телефонов («Авио»).
ТПУ-3-бис-Ф, состоят из усилителя переговорного устройства, трех или четырёх абонентских аппаратов, шлемофонов с ларингофонами типа ЛТ-2 и телефонами ТТ.
Схема совмещения ТПУ и радиостанции 9-Р.
Шлемофон радиста имеет двухштырьковую вилку для подключения к ТПУ и трехштырьковой вилкой подключался микрофон.
Сам аппарат радиста ТПУ соединялось двухштырьковой вилкой с розеткой телефонов РС и двумя вилками (одноштырьковой — с розеткой ларингофонов и трехшпеньковой — с питанием ТПУ на 10-Р).

### Электрооборудование
Электрооборудование машины было выполнено по однопроводной схеме (аварийное освещение — двухпроводное). Напряжение бортовой сети составляло 24 и 12В. В качестве источников электроэнергии использовались четыре аккумуляторные батареи 6СТЭ-128, соединенных последовательно-параллельно С общей емкость 256 А·ч и генератор ГТ-4563-А с реле регулятором РРА-24Ф мощностью 1 кВт и напряжением 24 В.
— электрика моторной группы — стартер СТ-700 мощностью 15 л. с. (11кВт)
— наружный звуковой сигнал
— средства связи — радиостанция 9Р и танковое переговорное устройство ТПУ-3Ф.
Кроме того, осенью 1943 года по заданию Управления самоходной артиллерии проводились проектные работы по установке на самоход орудий калибра: 122-мм. Для установки было выбрано орудие Д25, которое устанавливалось в квадратной рамке и вело огонь снарядами массой 25,8 кг с начальной скоростью 790 м\с.
Машина, получила индекс СУ-Д25,
Проект 122-мм среднего артсамохода СУ-Д25 воплощения в железе не получил.
. Для пушки доступны следующие снаряды:
· БР-471 — бронебойный остроголовый каморный снаряд (БС).
· БР-471Б — бронебойный тупоголовый каморный снаряд (БС).
· БР-471Д — бронебойный снаряд с бронебойным наконечником и баллистическим колпачком (БС) — только ИС-3, ИС-4М
· О-471 — осколочно-фугасный снаряд (ОФС).
Технические характеристики снарядов приведены в следующей таблицах:
| Название снаряда | Тип | Масса, кг | Начальная скорость, м/с | Задержка взрывателя, м | Чувствительность взрывателя, мм | Угол встречи при котором вероятность рикошета 0 %, ° | Угол встречи при котором вероятность рикошета 50 %, ° | Угол встречи при котором вероятность рикошета 100 %, ° | Угол нормализации при угле атаки 30°, ° |
| БР-471           | БС  | 25        | 800                     | 0,9                    | 15                              | 43                                                   | 30                                                    | 15                                                     | -1                                      |
| БР-471Б          | БС  | 25        | 800                     | 0,9                    | 15                              | 42                                                   | 27                                                    | 19                                                     | +4                                      |
| БР-471Д          | БС  | 25        | 800                     | 0,9                    | 15                              | 42                                                   | 27                                                    | 19                                                     | +4                                      |
| О-471            | ОФС | 25        | 800                     | 1,3                    | 0,1                             | 11                                                   | 10                                                    | 9                                                      | 0                                       |

## Оценка проекта
Проект был аннулирован в виду большого количества доработок основной конструкции.
По результатам анализа представленных проектов было признанно, что При установке 152-мм гаубицы Д-15 требовалось где-то размещать боезапас, а сделать это без уменьшения ёмкости топливных баков в корпусе было невозможно. При этом, масса СУ-Д15, по сравнению с СУ-85, увеличивалась на 1500 кг. Орудия калибра 122 мм и 152,4 мм могут перегрузить узлы ходовой части и ухудшить подвижность средних самоходно-артиллерийских установок. Ввиду большого объёма переделок, мало возимого боезапаса, перегрузки передних катков машины, от дальнейшей разработки СУ-Д15 придётся отказаться. Поэтому орудия этих калибров было решено использовать для вооружения тяжелых танков и САУ.
Однако проектный опыт по размещению в средней САУ мощной артиллерийской системы пригодился впоследствии при разработке истребителя танков СУ-100.

## Аналоги орудия Д-15
В советском союзе и за границей, существовали аналоги тяжелого орудия 152,4 мм.
| Характеристика                 | Д-1                                       | М-10                                      | s.FH.18             | K4           | s.FH.36             | da 149/19                      | M1                        | de 155 °C mle 1917 |
| Страна                         | Союз Советских Социалистических Республик | Союз Советских Социалистических Республик | Нацистская Германия | Чехословакия | Нацистская Германия | Королевство Италия (1861—1946) | Соединённые Штаты Америки | Франция            |
| Калибр, мм                     | 152,4                                     | 152,4                                     | 150                 | 150          | 150                 | 149                            | 155                       | 155                |
| Масса в походном положении, кг | 3640                                      | 4550                                      | 5510                | 5730         | 5730                | 5500                           | 5800                      | 3300               |
| Максимальная дальность огня, м | 12 400                                    | 12 400                                    | 13 330              | 15 750       | 12 500              | 14 250                         | 14 600                    | 11 300             |